# هنري جوزيف ووكر
هنري جوزيف ووكر هو سياسي كندي، ولد في 28 نوفمبر 1849، وتوفي في 21 مارس 1918. حزبياً، نشط في حزب كندا المحافظ. وقد انتخب عضو مجلس العموم الكندي.